# Brasil Pitoresco
Brasil Pitoresco, inicialmente publicado como Brazil Pittoresco, é um álbum de autoria dos franceses Charles Ribeyrolles e Jean-Victor Frond, foi o primeiro livro de fotografias da América Latina. Sua primeira edição foi publicada pela Tipografia Nacional no Rio de Janeiro, em 1859, com textos em português e francês do jornalista e político Ribeyrolles e litografias, feitas a partir das fotografias de Frond em suas viagens pelo império, impressas na parisiense Maison Lemercier. Os tradutores da obra do francês para o português foram Dr. Manuel Antônio d'Almeida, Remígio de Sena Pereira, o então jovem poeta e cronista J. M. Machado de Assis, Reinaldo Montoro e Francisco R. da Paz.
O livro é considerado por muitos pesquisadores como o trabalho fotográfico mais ambicioso do Brasil durante os anos do século XIX.

## Projeto do livro-álbum

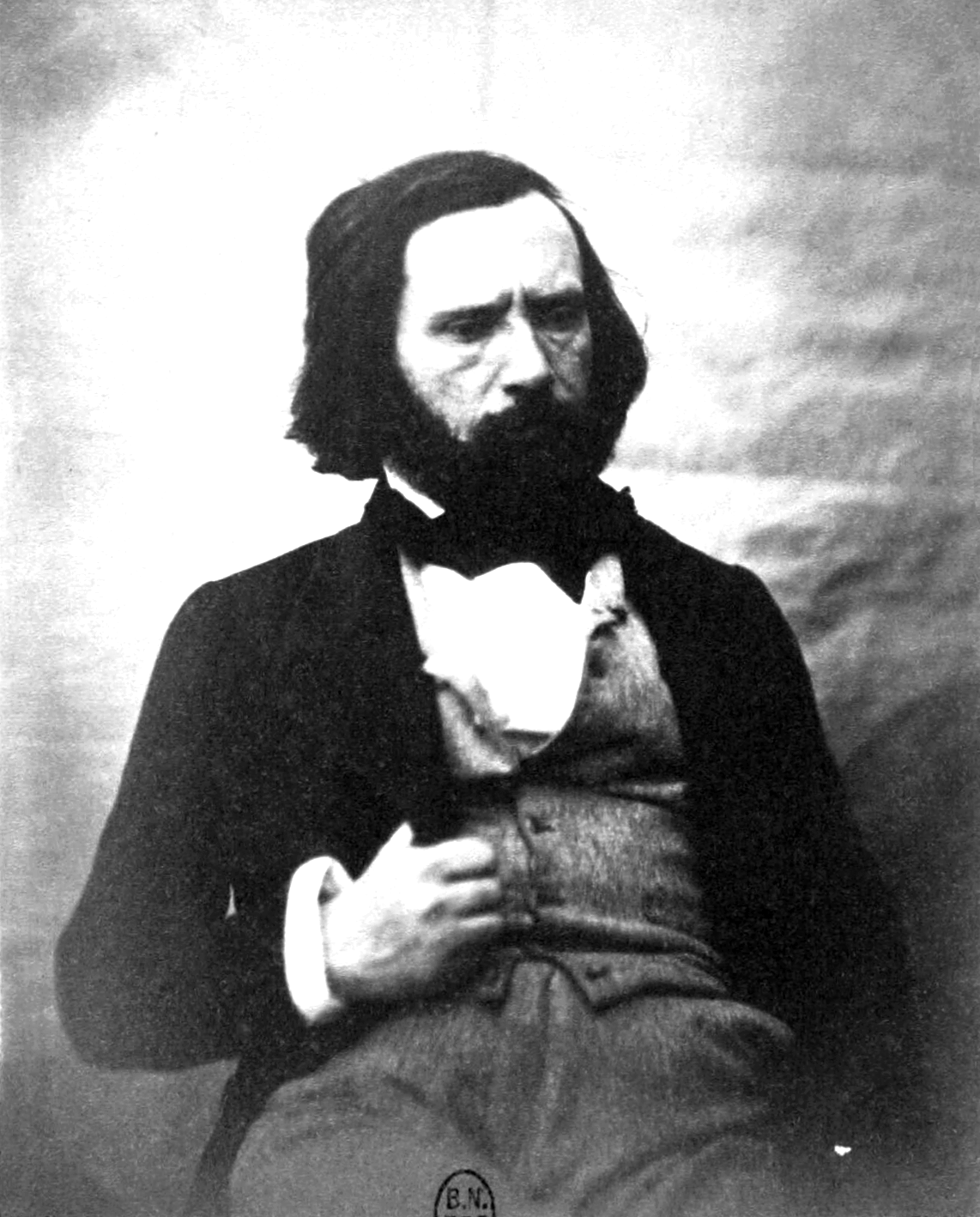
Charles Ribeyrolles, jornalista francês responsável pelos textos do livro Brasil Pitoresco

O livro foi idealizado por Frond e concebido com o apoio de D. Pedro II e de alguns setores da corte, provavelmente com alguma relação com a elite cafeeira da época, com o objetivo de ser uma obra para representar o Brasil durante a Exposição Universal de Londres, no ano de 1862.
Dessa forma, uma das intenções do livro era atualizar as publicações sobre o país, mostrando a modernização do império, as riquezas, o potencial das instituições públicas e do trabalho agrícola e o tratamento mais flexível dado aos escravos, tendo como referência o que fora retratado na obra de Jean-Baptiste Debret. Para isso, o fotógrafo ficou responsável pelo trabalho fotográfico, e convidou Ribeyrolles para produzir os textos do livro.
Com históricos de participações em lutas por liberdade política na França, Frond e Ribeyrolles se conheceram em Londres. O jornalista estava exilado após o golpe de estado de Luís Napoleão, no ano de 1851, enquanto o fotógrafo chegou à capital britânica após fugir da prisão na Argélia. Na então colônia da França, ele cumpria pena máxima após participar de manifestações, em 1852, contra ações relacionadas à restauração do Império no país europeu.
O fotógrafo francês chegou no Brasil entre 1856 e 1857, quando abriu um ateliê no Rio de Janeiro junto com o pintor miniaturista Adam Ferting. Ele logo conseguiu o reconhecimento da Casa Imperial e, em 1858, foi o responsável por convidar Ribeyrolles para participar do projeto do livro-álbum Brasil Pitoresco. O jornalista ainda estava exilado em Londres, com problemas financeiros, até ser chamado pelo fotógrafo.
A ideia inicial da dupla era viajar desde a província do Rio de Janeiro até a Bahia e Pernambuco, contudo, a morte de Ribeyrolles em 1860 fez com que o trajeto se limitasse ao Rio de Janeiro, tanto na capital quanto no interior fluminense, em cidades como Campos de Goytacazes, Vassouras, São Fidélis e Petrópolis.

## Conteúdo doBrasil Pitoresco
A obra, em sua edição bilíngue (francês-português) original de 1859 pela Tipografia Nacional, compõe-se de três tomos com textos de Ribeyrolles, acompanhados por um "álbum de vistas" anexo, de 1861, composto das litografias baseadas nas fotografias de Frond.
O primeiro tomo aborda alguns acontecimentos relevantes da história do Brasil – desde o descobrimento até o processo de independência de Portugal –, todos baseados em pesquisas de fontes históricas.
Os capítulos são divididos em As Primeiras Velas, Os Selvagens, Os Franceses, Os Holandeses, A Conspiração de Minas, A Independência e o Governo Constitucional de D. Pedro II. No segundo e terceiro tomos, o jornalista passa a descrever a sua experiência viajando pelo país, com a preocupação de pontuar as características da população, seus hábitos e outros aspectos da sociedade, como a organização da imprensa e a política. É nesse momento que algumas motivações do livro, como o incentivo para a imigração europeia com a "promoção" das terras brasileiras, aparecem.
Além de Brasil Pitoresco ser o primeiro livro-álbum de viajantes pela América Latina, ele também contou com uma série de novidades para a fotografia brasileira. Frond foi o primeiro a registrar o trabalho escravo nas lavouras do Rio de Janeiro e a produção agrícola no geral. Sobre a parte técnica, foi a primeira obra da América Latina com ilustrações feitas a partir de fotografias, que foi inclusive muito elogiada pela perfeição e nitidez das imagens.
O álbum pode ser dividido em sete grandes temas:

### Retratos da Família Imperial
As primeiras ilustrações do livro são da Família Imperial: D. Pedro II, D. Maria Teresa e as princesas Leopoldina e Isabel são retratados em cenas cujos temas principais são o relacionamento familiar e a educação feminina, sendo este uma questão importante para o pensamento positivista da época. Além disso, estão presentes nas cenas elementos ligados à educação, como livros e um globo terrestre, que reforçam a ideia de um “monarca esclarecido”. Dessa forma, é possível compreender os retratos como uma forma de propaganda da Família Real.

### Panoramas
Um conjunto de seis litografias retratam a região da baía do Rio de Janeiro, da entrada da barra até os armazéns do porto. Nelas é possível identificar o Morro do Castelo, o Hospital Militar, o Pão de Açúcar, o Mosteiro de São Bento e os bairros da Gamboa, Saúde e Caju. A partir das descrições de Ribeyrolles, pode-se perceber que a intenção de Frond era mostrar tanto os grandes prédios na orla da então capital do país quanto a importância da região portuária.

### Vistas urbanas
Frond registrou, por exemplo, locais como o Aqueduto da Carioca, mais conhecido como os Arcos da Lapa, o Paço Imperial, a atual Praça XV (antigo Largo do Carmo), o Convento do Carmo, a Catedral do Monte do Carmo e a Igreja da Ordem Terceira do Carmo.

Arcos da Lapa em litografia a partir de fotografia de Victor Frond

Um aspecto ressaltado por pesquisadores do livro é a cautela do fotógrafo, em um primeiro momento, ao registrar os escravos de ganho no Rio de Janeiro, privilegiando a ideia de uma cidade cosmopolita e moderna, por exemplo, com postes de iluminação.

### Natureza
Assim como vários outros artistas da época, Frond registrou cachoeiras e florestas como exemplos da exuberância da natureza do Brasil. Por mais que as imagens da exuberância da natureza não sejam as mais frequentes, há alguns exemplos marcantes que inovam quanto à representação das paisagens brasileiras.

A Cascata do Itamaraty, nas proximidades de Petrópolis, aparece em duas litografias do livro, acompanhada de um texto que celebra sua imponência e também se atenta à preservação da natureza, comparando o Rio de Janeiro às capitais europeias, onde um banho de cachoeira não seria possível. Outros pontos fotografados foram o Pão de Açúcar, regiões florestais e áreas de destruição do meio ambiente, como nas paisagens da cidade de Vassouras.

Fazenda do Secretário em litografia a partir de foto de Victor Frond

Nelas, pode-se ver montanhas sem vegetação, solos desgastados e acultura inadequada do café.Como a questão do desmatamento foi pouco discutida, posteriormente, por artistas brasileiros, pesquisadores consideram que o Brasil Pitoresco foi muito importante, além de outras questões, por falar sobre a situação ambiental do país, com trechos em que Ribeyrolles explicita a derrubada de árvores, aumento da temperatura nas cidades e a constante diminuição de rios e fontes de água.

### Interior fluminense
As cidades do interior do atual estado do Rio de Janeiro se destacaram, nas litografias, tanto pelas paisagens naturais quanto pelo foco nas obras de engenharia nelas presentes, que mostravam a modernização do Império. Além disso, o livro conta com duas litografias da fazenda do Secretário, em Vassouras, com o registro da construção principal e de um riacho, a fazenda de Quissamã, em Campos, a Fazenda do Governo, em Paraíba do Sul, a Usina de Açúcar em Ubá e a Fazenda do Beco, também em Campos. As imagens do interior também contam com registros do trabalho escravo nas lavouras de açúcar e de café, uma inovação para a fotografia da época.

### Trabalho Escravo
Como já foi citado, o trabalho afrodescendente não é amplamente mostrado nas imagens da capital, contudo, aparecem amplamente na documentação do interior fluminense, em fazendas, no cultivo do café e da cama e na produção de farinha de mandioca. Uma observação feita por muitos pesquisadores da obra é o "abrandamento" da situação dos escravos no país, já que não houve registro dos castigos, por exemplo.

Igreja do Bomfim fotografada por Victor Frond

Frond foi considerado pioneiro tanto pela vasta documentação do trabalho nas fazendas quanto por sua perspectiva de não colocar trabalhadores formais e escravos em uma mesma perspectiva, o que evitou uma apresentação de "costumes exóticos" dos afrodescendentes. Além disso, um detalhe que chama a atenção é o registro da derrubada de árvores. Como o trabalho era arriscado e perigoso, os fazendeiros costumavam substituir os escravos, que eram valiosos, por homens livres. Ainda na temática do trabalho escravo, aparecem litografias com cozinheiras e amas de leite.

### Vistas de Salvador
Por mais que Ribeyrolles tenha morrido antes da dupla conseguir viajar para a Bahia e Pernambuco, algumas imagens da capital baiana estão presentes no livro. Alguns pesquisadores apontam que, na realidade, as fotos são de autoria de Benjamin Mulock.
As litografias seguem o mesmo modelo das outras fotografias do Brasil Pitoresco, e priorizam a natureza, as casas de colonos, instituições públicas e a arquitetura religiosa. Alguns exemplos são figuras com a Igreja dos Ingleses, um templo protestante, a murada do Passeio Público e a Igreja do Bonfim.

## Repercussão do livro
Antes mesmo de ser publicado, o livro Brasil Pitoresco já era divulgado na imprensa. Na edição do dia 9 de dezembro de 1857 do Correio Mercantil, por exemplo, Frond explicou o seu projeto, e no dia seguinte, pode-se ler uma propaganda do livro:
"O Brasil Pittoreco por Victor Frond, photographo. Rua da Assembléa N. 54. Copor-se-ha de um algum de 75 photographias, representando vistas, paysagens e panoramas tirados das províncias do Rio de Janeiro, Bahia e Pernambuco. Uma descripção pittoresca e completa acompanhará cada vista. Assigna-se em casa do autor, na rua da Assembléa n. 314."
A obra também fez muito sucesso na época de seu lançamento. Alguns textos publicados em jornais da época da primeira publicação, em 1859, destacaram a importância do livro-álbum, mostrando como o trabalho foi impactante, tanto pelos temas dos textos quanto pelas visões de Ribeyrolles. Sobre a parte artística da obra, as críticas da imprensa tinham caráter elogioso, destacando a “perspectiva corretíssima” das imagens e sua perfeição e nitidez.
As imagens fizeram muito sucesso e passaram a ser divulgadas independentemente do livro. Além disso, as litografias, principalmente as que se referem ao trabalho escravo e a agricultura nas fazendas do Rio de Janeiro, foram apresentadas na Primeira Exposição de História do Brasil, que aconteceu em 1881 na Biblioteca Nacional. Junto das imagens, textos fragmentados de algumas partes do livro também foram expostos.

## Galeria de litografias

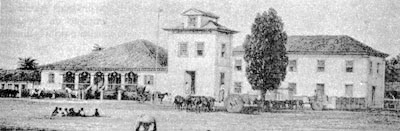
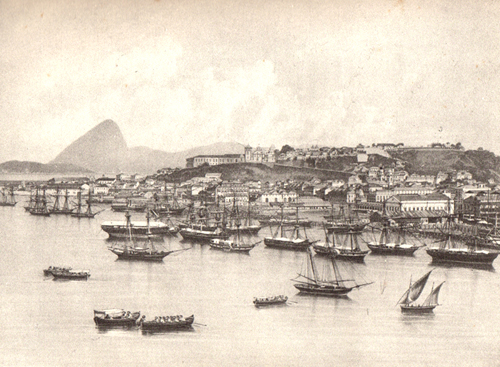